# أفشار جيق
أفشار جيق هي قرية في مقاطعة هشترود، إيران. عدد سكان هذه القرية هو 459 في سنة 2006.